# 232 p.n.e.
| [ Edytuj tabelę ] |                                                                             |
| Król Baktrii      | - 238 p.n.e. Diodotos II 230 p.n.e.                                         |
| Król Bitynii      | - 250 p.n.e. Ziaelas 229 p.n.e.                                             |
| Władca Egiptu     | - 246 p.n.e. Ptolemeusz III 221 p.n.e.                                      |
| Król Epiru        | - 234 p.n.e. Dejdamia (królowa) 232 p.n.e.                                  |
| Król Ilirii       | - 250 p.n.e. Agron 230 p.n.e.                                               |
| Król Magadhy      | - 273 p.n.e. Aśoka 232 p.n.e. - 232 p.n.e. Daśaratha 224 p.n.e.             |
| Król Macedonii    | - 239 p.n.e. Demetriusz II 229 p.n.e.                                       |
| Król Partów       | - 247 p.n.e. Arsakes 217 p.n.e.                                             |
| Władca Pergamonu  | - 241 p.n.e. Attalos I 197 p.n.e.                                           |
| Król Pontu        | - 256 p.n.e. Mitrydates II 220 p.n.e.                                       |
| Władca Seleucydów | - 246 p.n.e. Seleukos II Kallinikos 226 p.n.e.                              |
| Król Sparty       | - 235 p.n.e. Kleomenes III 222 p.n.e. - 241 p.n.e. Eudamidas III 228 p.n.e. |
| Tyran Syrakuz     | - 275 p.n.e. Hieron II 215 p.n.e.                                           |

Rok 232 p.n.e.
stulecia: IV wiek p.n.e. ~
III wiek p.n.e. ~
II wiek p.n.e.

lata: 242 p.n.e. «
236 p.n.e. «
235 p.n.e. «
234 p.n.e. «
233 p.n.e. «
232 p.n.e. »
231 p.n.e. »
230 p.n.e. »
229 p.n.e. »
228 p.n.e. »
222 p.n.e.

## Wydarzenia
Azja
- Początek stopniowego rozpadu imperium indyjskiego stworzonego przez Aśokę.

Europa
- Gajusz Flaminiusz Nepos, trybun ludowy, mimo sprzeciwu senatorów dokonał podziału północnej Italii (ager Galicus) między chłopów.
- Chryzyp został kierownikiem szkoły stoickiej w Atenach.

## Zmarli
- Aśoka, władca Indii (ur. 304 p.n.e.)
- Dejdamia, królowa epirocka
- Kleantes, filozof grecki, przedstawiciel stoicyzmu (ur. ok. 331 p.n.e.)